# Juice Wrld
Jarad Anthony Higgins (ngày 2 tháng 12 năm 1998 – 08 tháng 12 năm 2019), được biết đến với nghệ danh Juice Wrld (/ˈdʒus ˈwɜːrld/; được cách điệu thành Juice WRLD), là một rapper, ca sĩ và nhạc sĩ người Mỹ. Sinh ra tại Chicago, Illinois, anh được biết đến với các đĩa đơn "All Girls Are the Same" và " Lucid Dreams ", mà đã giúp anh đạt được một hợp đồng thu âm với Grade A Productions và Interscope Records của Lil Bibby.
"All Girls Are the Same" và "Lucid Dreams" đóng vai trò là đĩa đơn cho album phòng thu đầu tay của Juice Wrld Goodbye & Good Riddance (2018) đã được chứng nhận 9x Bạch kim bởi Hiệp hội Công nghiệp ghi âm Mỹ (RIAA). Album được đón nhận tích cực và bao gồm ba đĩa đơn khác: "Armed and Dangerous", "Lean wit Me" và "Wasted", tất cả đều được xếp hạng trên Billboard Hot 100. Sau khi hợp tác với Future trên mixtape Wrld on Drugs (2018), Juice Wrld đã phát hành album thứ hai Death Race for Love vào năm 2019, và album tưởng niệm thứ ba vào giữa năm 2020 cả hai đều đạt top 1 Billboard 200. Tính đến tháng 10/2021, Juice Wrld đã có 56 bài lọt Billboard Hot 100 và 9 trong số đó nằm trong top 10.
Vào ngày 8 tháng 12 năm 2019, Higgins đã gục ngã và tử vong khi bị bắt giữ do nghi ngờ mang ma túy tại Sân bay Quốc tế Midway ở Chicago, sau khi hạ cánh xuống Midway trên một máy bay phản lực tư nhân từ Sân bay Van Nuys ở Los Angeles. Cái chết của anh đã gây ra một nỗi đau buồn tột cùng trên các phương tiện truyền thông xã hội và ngành công nghiệp âm nhạc; Tang lễ của Higgins được tổ chức tại Harvey vào ngày 13/12.